# Jocelyn Bell Burnell
Dame Susan Jocelyn Bell Burnell (Belfast, 15 juli 1943) is een Britse astrofysicus die als promovendus de eerste pulsar ontdekte, en daarmee de eerste neutronenster. Haar scriptiebegeleider was Antony Hewish, die voor deze ontdekking samen met Martin Ryle een Nobelprijs kreeg. Burnell was twee jaar president van het Institute of Physics (IoP) te Londen. Als eerste vrouw ooit werd ze in 2014 benoemd tot president van de Royal Society of Edinburgh. In 2018 ontving ze voor haar ontdekking uit 1967 de Special Breakthrough Prize met een waarde van drie miljoen Amerikaanse dollar.

## Biografie
Jocelyn Bell werd geboren in de Noord-Ierse stad Belfast. Haar vader, Philip Bell, was als architect betrokken bij de bouw van het nabij gelegen Armagh Planetarium. Als kind las ze veel boeken over de astronomie, waaronder de Frontiers of Astronomy van de Britse sterrenkundige Fred Hoyle. Ze was een van de eerste meisjes die in Lurgan toestemming kreeg om wetenschap te studeren aan een college.

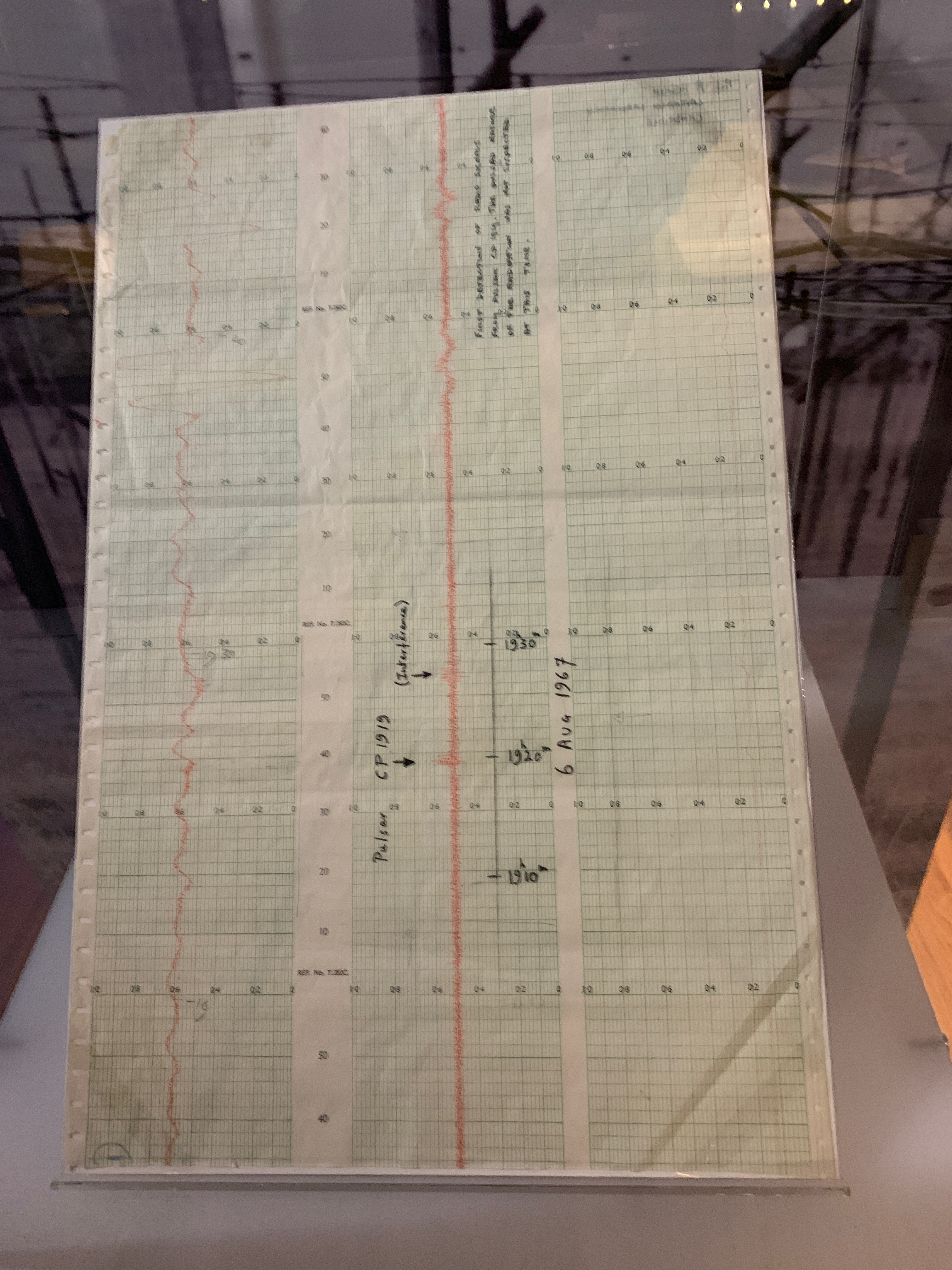
Op deze kaart ontdekte Jocelyn Bell Burnell als eerste bewijzen van een pulsar (tentoongesteld in de Cambridge university Library)

In 1965 behaalde ze haar bachelor (B.Sc.) aan de universiteit van Glasgow. Voor haar promotie ging ze naar de universiteit van Cambridge waar hoogleraar astrofysica Hewish haar promotiebegeleider werd. Samen met andere studenten was ze betrokken bij de constructie van Hewish Interplanetary Scintillation Array (ISA), een radiotelescoop met de intentie onderzoek te doen naar quasars. In juli 1967 ontdekte Bell in de grafiek die uit de papierschrijver rolde iets raars. Opeengepakte piekjes die er niet in thuishoorden en die ze scruff (vuiligheid) noemde. Met een snellere schrijver kon ze de tussentijd tussen de piekjes meten: 1,3 seconden. Na uitsluiting van een aardse oorsprong opperde haar begeleider Hewish de Little Green Men-hypothese – een buitenaardse soort van 'Kleine Groene Mannetjes' die contact zoekt met de aarde.

Vlak voor haar kerstvakantie ontdekte ze nog scruff bij een andere radiobron, maar nu met een regelmaat van 1,25 seconden. Nog twee andere pulserende bronnen uit de ruimte werden gevonden, waarna Hewish en Bell concludeerden – via een uitputtend proces van eliminatie – dat de signalen afkomstig moesten zijn van snel roterende neutronensterren. In totaal analyseerde Bell zo'n dertig meter grafiekpapier per dag, voor een totaal van bijna vijf kilometer aan grafieken. Bell zelf schreef haar doortastendheid toe aan haar oplichterssyndroom: het gevoel aan zijn (werk)omgeving minderwaardig te zijn, waarbij men zijn eigen talenten, prestaties en successen systematisch in twijfel trekt. Ze zei daarover zelf:
Het was een heel, heel klein signaal. Het besloeg ongeveer een honderdduizendste van de drie mijl aan grafiekdata die ik had. Ik merkte het op omdat ik heel zorgvuldig, heel doortastend was, door het oplichterssyndroom.
En:
Ik was zeker dat ze [de Universiteit van Cambridge], in mij toe te laten, een fout hadden gemaakt, dat ze hun fout zouden ontdekken, en me eruit zouden gooien. ... Maar ik was best een vechter en bedacht, tot ze me eruit gooien zal ik zo hard werken als ik kan, zodat als ze me er eenmaal uitgegooid hebben, ik geen schuldig geweten zou hebben. Ik weet dat ik mijn best gedaan heb.
In 1969 voltooide Bell haar promotie op een proefschrift met als ritel The measurement of radio source diameters using a diffraction method. De ontdekking van pulsars wordt in een bijlage vermeld. Het jaar daarvoor huwde ze Martin Burnell (gescheiden 1993) en kreeg in 1973 een zoon, Gavin, die ook fysicus geworden is.
Na haar promotie werkte Bell Burnell bij de universiteit van Southampton (1968-1973), de University College London (1974-1982) en de Royal Observatory te Edinburgh (1982-1991). Na gewerkt te hebben als docente, consultante, examinator en lector werd ze in 1991 benoemd tot hoogleraar natuurkunde aan The Open University, een positie die ze tien jaar behield.

## Erkenning

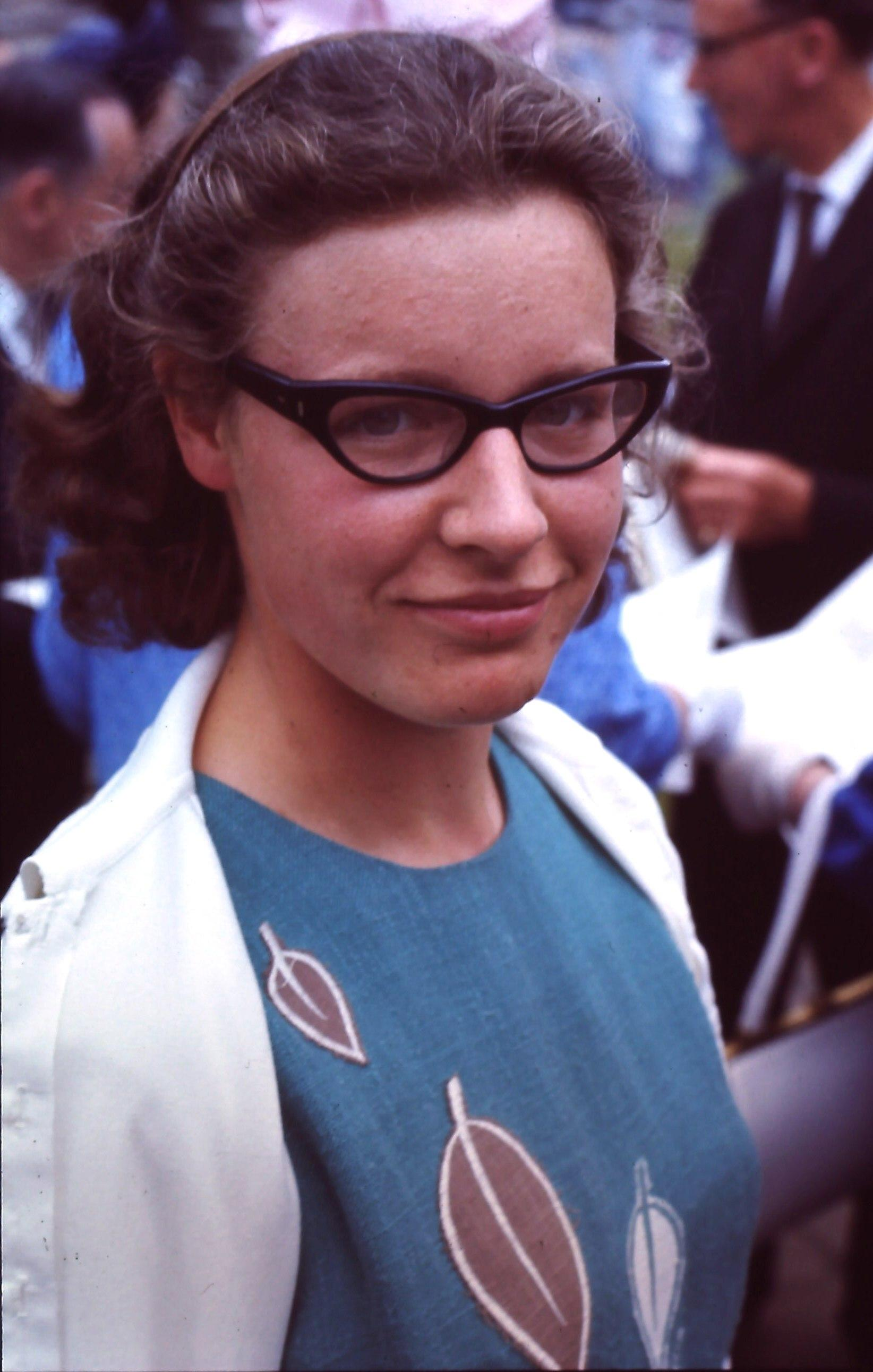
Jocelyn Bell in 1967, het jaar dat zij de eerste pulsar ontdekte.

Hoewel ze de eerste was die een pulsar ontdekte, deelde ze in 1974 niet mee in de roem van de Nobelprijs voor Natuurkunde bij de toekenning aan Antony Hewish en Martin Ryle. Ze toonde geen bitterheid over dit feit. In een interview verklaarde ze: "Het is de supervisor [Hewish] die de uiteindelijke verantwoordelijkheid draagt voor het succes of falen van het project. Het lijkt me alleen maar redelijk dat hij ook zou moeten profiteren van de successen".
Wel kreeg ze verschillende onderscheidingen en prijzen, waaronder:
- 1973 – Michelson Medal, Franklin Institute
- 1978 – J. Robert Oppenheimer Prize
- 1978 – Rennie Taylor Award
- 1987 – Beatrice M. Tinsley Prize, American Astronomical Society
- 1989 – Herschel-medaille, Royal Astronomical Society
- 1995 – Karl G. Jansky Prize
- 2022 – Matteucci-medaille

In 2007 werd ze door koningin Elizabeth benoemd tot Dame Commandeur in de Orde van het Britse Rijk. Daarnaast was ze de tweede vrouwelijke president van de Royal Astronomical Society van 2002 tot 2004 en president van het Institute of Physics van 2008 tot 2010. In 2014 werd ze president van de Royal Society of Edinburgh.
In november 2018 kreeg Burnell alsnog erkenning voor haar ontdekking met de uitreiking van de Special Breakthrough Prize ter waarde van 3 miljoen dollar in San Francisco. Het geldbedrag investeert ze in een speciaal fonds gericht om vrouwen, etnische minderheden en vluchtelingen te ondersteunen om natuurkundig onderzoeker te worden.
- Bibsys: 1656998779723
- Catàleg d'autoritats de noms i títols de Catalunya: 981058620290406706
- CiNii: DA07039467
- Gemeinsame Normdatei: 1089814178
- International Standard Name Identifier: 0000 0000 4378 6489
- Library of Congress Control Number: no92011218
- MusicBrainz: 4a5843cc-e58d-4e9b-8f65-1acc0ad41fbd
- Nationale Bibliotheek van Israël: 987007361920505171
- Nationale Bibliotheek van Polen: a0000003826468
- Nederlandse Thesaurus van Auteursnamen: 102642974
- SNAC: w6qv6fk7
- Système universitaire de documentation: 13271955X
- Virtual International Authority File: 41405482
- WorldCat: E39PBJxMprW8B3HMCJxjFFtxjC